# Beata Kozidrak
Beata Elżbieta Kozidrak (née le 4 mai 1960 à Lublin) est une chanteuse polonaise.

## Albums
- Beata  (1998) -  2 × Platine en Pologne
- Teraz płynę  (2005) -  2 × Platine en Pologne

## Récompenses et distinctions
- Prix Fryderyk: chanteuse de l'année 1999 et meilleur album pop
- Prix Fryderyk: chanteuse de l'année 2001
- Superjedynki: chanteuse de l'année 2009